# Koidula (Saaremaa)
Koordinaten: 58° 25′ N, 22° 31′ O
Koidula ist ein Dorf (estnisch küla) auf der größten estnischen Insel Saaremaa. Es gehört zur Landgemeinde Saaremaa (bis 2017: Landgemeinde Lääne-Saare) im Kreis Saare.
Das Dorf hat 64 Einwohner (Stand 1. Januar 2016).